# زكريطة (الجعافرة السفلية)
زكريطة هو دُوَّار يقع بجماعة بوعروس، إقليم تاونات، جهة فاس مكناس في المملكة المغربية. ينتمي الدوّار لمشيخة الجعافرة السفلية التي تضم 4 دواوير. يقدر عدد سكانه بـ 421 نسمة حسب الإحصاء الرسمي للسكان والسكنى لسنة 2004.

## روابط خارجية
- البوابة الوطنية للجماعات الترابية نسخة محفوظة 12 مارس 2018 على موقع واي باك مشين.
- المندوبية السامية للتخطيط